# Cecilia Álvarez Correa
María Cecilia Álvarez-Correa Glen (Ciénaga, Magdalena, 30 de agosto de 1953) es una ingeniera industrial y política colombiana. Se desempeñó como ministra de Comercio, Industria y Turismo entre 2014 - 2016 durante el gobierno de Juan Manuel Santos. Entre el 3 de septiembre de 2012 y el 19 de agosto de 2014 se desempeñó como ministra de Transporte, siendo la primera mujer en ocupar dicha cartera.

## Biografía
Nacida en Ciénaga, Departamento de Magdalena, estudió ingeniería industrial en la Universidad Javeriana y posee una especialización en Finanzas Privadas de la Universidad del Rosario.
Ha ocupado altos cargos en los sectores público y privado, como la dirección administrativa de la Universidad del Norte de Barranquilla, funcionaria del Banco de Bogotá, la vicepresidencia de la Contraloría de Bavaria S.A. y la vicepresidencia de La Previsora S.A., además de haberse desempeñado como asesora de la Alta Consejería de la Presidencia de la República y Consejera Económica de la Alta Consejería, siendo consejero José Roberto Arango.
Entre 2007 y 2008 ocupó el cargo de Consejera en Asuntos Económicas del Gabinete de Colombia, designada por el presidente Álvaro Uribe Vélez. Entre 2010 y 2012 se desempeñó como directora del Fondo Adaptación, entidad adscrita al Ministerio de Hacienda y creada para identificar y priorizar necesidades en la etapa de recuperación, construcción y reconstrucción luego de la temporada invernal de 2010 ocasionada por el fenómeno de la Niña.
El 29 de agosto de 2012 fue designada por el presidente Juan Manuel Santos como ministra de Transporte, tomó posesión de su cargo el 3 de septiembre de 2012 y estuvo al frente de este ministerio hasta el 19 de agosto de 2014, fecha en que se posesionó como ministra de Comercio, Industria y Turismo.Ocupó tal cargo hasta su renuncia en 2016.
El 28 de agosto de 2014 hizo pública su relación de pareja con la ex ministra de Educación, Gina Parody.
Según la Fiscalía General de la Nación, en su condición de Ministra de Transporte habría participado en los trámites de los municipios de Ocaña-Gamarra a la Ruta del Sol II privilegiando intereses personales, esto en el marco del caso Odebrecht.